# Manu
Manu (sanskryt मनु, trl. manu) – praojciec ludzkości i prawodawca w hinduizmie. Manu żyje przez okres jednej manwantary. W czasie jednego dnia Brahmy (jednej kalpy) pojawia się 14 kolejnych Manu. Manu stoi na straży prawidłowego funkcjonowania wszechświata poprzez określanie obowiązujących w nim praw. 

## Etymologia
Słowo to pochodzi z sanskrytu. Wywodzone jest od rdzenia man - myśleć.

## Manu obecnej kalpy
1. Swajambhuwa Manu
2. Swaracisa Manu
3. Uttama Manu
4. Tamasa Manu
5. Raiwata Manu
6. Ćakśuśa Manu
7. Waiwaswata Manu
8. Sawarni Manu
9. Daksza Sawarni Manu
10. Brahma Sawarni Manu
11. Dharma Sawarni Manu
12. Rudra Sawarni Manu
13. Dewa Sawarni Manu
14. Indra Sawarni Manu

Obecnie trwa siódma manwantara pod przewodnictwem Waiwaswaty Manu.

## Księga Manu
Pierwszym z czternastu praojców tytułowanych jako Manu jest Swajambhuwamanu. Jemu niektóre źródła przypisują stworzenie siedmiu pradźapatich, którym następnie przekazał Manusmryti (Księgi Manu, Manawadharmaśastra) - traktat o powinnościach religijnych hinduizmu.